# Joe Renzetti
Joseph V. „Joe“ Renzetti (* 4. Januar 1941 in Philadelphia, Pennsylvania) ist ein US-amerikanischer Komponist und Musiker.

## Leben
Renzetti wurde in der Manhattan School of Music ausgebildet. Bereits in den 1960er Jahren arbeitete er in Philadelphia als Studiomusiker bei Cameo Records und produziert bis heute gelegentlich einige Alben.
Gleich für seinen ersten Film Die Buddy Holly Story als Filmmusikkomponist wurde er bei der Oscarverleihung 1979 mit dem Oscar ausgezeichnet. Im gleichen Jahr arbeitete er mit dem Regisseur John Carpenter für die Filmbiografie Elvis – The King zusammen. Für sein Mitwirken an dem 1980 entstandenen Film Geheimauftrag Hollywood wurde Renzetti für die Goldene Himbeere nominiert.
Im Jahre 1988 war er der Komponist der beiden Horrorfilme Poltergeist III – Die dunkle Seite des Bösen sowie Chucky – Die Mörderpuppe. Von 1993 bis 1994 komponierte er die Musik für die Fernsehserie Missing Persons. Ein Regisseur, Drehbuchautor sowie Produzent, mit dem er häufig zusammenarbeitet, ist Gary Sherman.

## Filmografie (Auswahl)
- 1978: Die Buddy Holly Story (The Buddy Holly Story)
- 1979: Autostop – Einbahnstraße in den Tod (Diary of a Teenage Hitchhiker)
- 1979: Elvis – The King (Elvis, Fernsehfilm)
- 1980: Der Exterminator I (The Exterminator)
- 1981: Das Geheimnis der Pyramide (Through the Magic Pyramid)
- 1982: Die unheimlichen Zwei (The Mysterious Two)
- 1981: Geheimauftrag Hollywood (Under the Rainbow)
- 1981: Tot & begraben (Dead & Buried)
- 1986: Gesucht: Tot oder lebendig (Wanted: Dead or Alive)
- 1988: Poltergeist III – Die dunkle Seite des Bösen (Poltergeist III: The Final Chapter)
- 1988: Chucky – Die Mörderpuppe (Child’s Play)
- 1989: Stimme des Todes (Lisa)
- 1990: Basket Case III – Die Brut (Basket Case 3: The Progeny)
- 1990: Frankenhooker
- 1991: Visionen des Schreckens (Murderous Vision)
- 1993: Dangerous Action (Night Caller)
- 1993: In Cold Blood (Slaughter of the Innocents)